# エアロノーティクス ドミネーターXP
エアロノーティクス ドミネーターXP
ドミネーターII
- 用途：無人航空機
- 設計者：エアロノーティクス、ダイヤモンド・エアクラフト（原型）[1]
- 製造者：エアロノーティクス[1]
- 運用者：カナダ、メキシコ、タイ、トルコ
- 初飛行：2009年7月[1]

エアロノーティクス ドミネーターXP（英語:Aeronautics Dominator XP）は、イスラエルのエアロノーティクス・ディフェンス・システムズ社によって開発された中高度・長時間滞空型（MALE）無人航空機（UAV）である。以前はドミネーターIIと呼ばれていた。

## 開発・設計
オーストリアのダイヤモンド・エアクラフト社が開発したDA42双発軽飛行機をベースにした無人航空機で、2009年7月に最初の試験飛行を実施した。
機体の諸元については、「軍用ドローン年鑑」（2016年）では全長8m、全幅13.42m、総重量1,200kg、ペイロード重量410kg、速度354km/h、航続時間は28時間としている。一方、製造元のエアロノーティクス社の紹介ページ（2024年11月時点）では、全長8.56m、全幅13.5m、重量1,900kg、ペイロート重量373kg、速度222km/h、航続時間は最大20時間としている。なお、航続時間について同社のパンフレットでは20時間以上となっており、一貫していない。機体との通信範囲については、見通し線データリンクの場合は最大250km、衛星データリンクであれば無制限とされている。
エアロノーティクス社は本機を「監視任務に最適で、費用対効果の高いUAV」だとしている。元が有人機のため機体サイズや機内スペースには余裕があり、多様な装備を搭載することが可能とみられているほか、全天候型飛行安全システムや防氷システムなど、高度な安全装備が搭載されている。機首下部にはセンサータレットを装備しており、初飛行の時点ではラファエル社製のRacce-U電子光学/赤外線センサーが搭載されていた。同社のパンフレットでは、電子光学/赤外線センサーの他にも、海洋監視レーダー、自動船舶識別装置、合成開口レーダー、移動目標識別レーダー、地形図マッピングシステム、広域監視センサー、通信傍受機器、電子情報傍受機器、電子戦機器、磁気探知機など多様な装備を搭載可能だとしている。
2010年のファーンバラ航空ショーにおいて、ボーイング社が本機の販売に協力するとの覚書に署名したが、具体的な成果は不明とされる。

## その他
同じくエアロノーティクス社によって開発された中高度・長時間滞空型無人航空機に、「ドミネーター（Dominator）」という名称の機種が存在した。こちらは機体尾部にエンジンとプロペラを配置した単発プッシャー方式の機体で、後方に取り付けられた主翼の両端に垂直尾翼があるなど、まったく別の機種である。2024年11月現在、エアロノーティクス社のホームページには記載されていない。

## 運用国

### 採用国
カナダ
施設の遠隔検査や環境監視などに使用する民生用UAVとして、ミスカム（Miskam）の名称で導入。
 メキシコ
2システムを導入。
 タイ
2018年7月30日、エアロノーティクス社がタイ国防省との契約成立を公表。2023年9月1日、タイ王国空軍第3航空団第302飛行隊に3機が就役した。
 トルコ
1システムを国境監視用に導入。

### 採用検討国
アラブ首長国連邦
2011年7月に発注されたが、翌年にイスラエル政府が輸出を差し止めた。

## 仕様

### 全般
- 乗員:無人[1]
- 全長:8m[1]
- 全幅:13.42m[1]
- 総重量:1,200kg[1]
- ペイロード:410kg[1]
- 発動機:ティーラート製ディーゼルエンジン×2基（135hp）[1]

### 性能
- 速度:354km/h[1]
- 通信範囲:250km以上（見通し線データリンク運用時）[2]
- 航続時間:28時間[1]
- 運用高度:9,100m[1]